# Merewai Turukawa
Merewai Turukawa Vesikula (ur. 23 czerwca 1935, Nadroga) – fidżyjska lekkoatletka specjalizująca się w rzucie dyskiem, rzucie oszczepem i pchnięciu kulą.
Na pierwszych igrzyskach Południowego Pacyfiku zdobyła 3 złote medale: w pchnięciu kulą (11,45), rzucie dyskiem (35,27) i rzucie oszczepem (36,59). Na kolejnych, pomimo kontuzji kolana, zdobyła srebro w rzucie dyskiem (35,38).
W 1994, na Mistrzostwa Oceanii weteranów, zdobyła złoty medal w pchnięciu kulą i srebrny w rzucie oszczepem. W tym samym roku została zaliczona do Fiji Sports Hall of Fame.
Z wykształcenia jest pielęgniarką. Obecnie mieszka w Suvie, razem z mężem i trójką dzieci.

## Rekordy życiowe
| Dystans        | Wynik | Miejsce | Data             |
| -------------- | ----- | ------- | ---------------- |
| pchnięcie kulą | 13.11 | Suva    | 25 kwietnia 1964 |